# 本川雅治
本川 雅治（もとかわ まさはる、1970年 - ）は、日本の動物学者。京都大学総合博物館教授。学位は、理学博士。専門は、哺乳類学・動物分類学・動物地理学。
1970年、オーストラリア・シドニー生まれ。1972年に来日し、幼少期を兵庫県と東京都で過ごす。1993年京都大学理学部卒業、1997年京都大学大学院理学研究科博士課程中退。同年に京都大学総合博物館に就職し、アジア産トガリネズミ科やモグラ科など小型哺乳類の分類学・動物地理学的研究を行う。

## 献名された種など
- Kurixalus motokawai Nguyen, Matsui & Eto, 2014（無尾目アオガエル科）
- Solitroides motokawai Suzuki, Nakano, Nguyen, Nguyen, Morino & Tomikawa, 2017（端脚目ハマトビムシ科）

## 著書
- 本川雅治 著「日本産ジネズミ亜科の自然史」、阿部永、横畑泰志 編『食虫類の自然史』比婆科学教育振興会、庄原市、1998年、275-349頁。ISBN 4916116054。
- 本川雅治 編『日本の哺乳類学 1 小型哺乳類』大泰司紀之、三浦慎悟 監修、東京大学出版会、2008年。
- 本川雅治 著「トガリネズミ科動物の分類」、織田銑一、東家一雄、宮木孝昌 編『スンクスの生物学』磯村源藏 監修、学会出版センター、2011年、24–33頁。
- 本川雅治 編『日本のネズミ―多様性と進化―』東京大学出版会、2016年。

## 訳書
- Pat Morris、Amy-Jane Beer 著、本川雅治、前田喜四雄 訳『知られざる動物の世界 1 食虫動物・コウモリのなかま』前田喜四雄 監訳、朝倉書店、2011年。
- Pat Morris、Amy-Jane Beer 著、鈴木聡 訳『知られざる動物の世界 8 小型肉食獣のなかま』本川雅治 監訳、朝倉書店、2013年。

## 論文
- 国立情報学研究所収録論文 国立情報学研究所
- 本川雅治、原田正史、鄭錫奇、林良恭、子安和弘「台湾産ケムリトガリネズミ属2種の核型(日本動物分類学会第34回大会)」『タクサ : 日本動物分類学会誌』第5巻、日本動物分類学会、1998年、22頁、doi:10.19004/taxa.5.0_22_3、ISSN 13422367。
- Motokawa Masaharu; Suzuki Hitoshi; Harada Masashi; Lin Liang-Kong; Koyasu Kazuhiro; Oda Sen-ichi (2000), “Phylogenetic relationships among East Asian species of Crocidura (Mammalia, Insectivora) inferred from mitochondrial cytochrome b gene sequences”, Zoological science 17 (4):  497-504, doi:10.2108/zsj.17.497
- Motokawa,M.; Harada,M.; Lin,L. K.; Cheng,H. C.; Koyasu,K. (1998), “Karyological differentiation between two Soriculus (Insectivora: Soricidae) from Taiwan”, Mammalia 62 (4):  541-547
- Motokawa,M.; Harada,M.; Lin,L. -K; Koyasu,K.; Hattori,S. (1997), “Karyological study of the gray shrew Crocidura attenuata (Mammalia: Insectivora) from Taiwan”, Zoological Studies 36 (1):  70-73
- Motokawa Masaharu; Suzuki Hitoshi; Harada Masashi; Lin Liang-Kong; Koyasu Kazuhiro; Oda Sen-ichi (2000), “Phylogenetic relationships among East Asian species of Crocidura (Mammalia, Insectivora) inferred from mitochondrial cytochrome b gene sequences”, Zoological science 17 (4):  497-504
- 本川雅治「アジアにおける哺乳類の種多様性の形成と進化を探る」『哺乳類科学』第58巻第1号、日本哺乳類学会、2018年、141-152頁。

## 受賞
- 2003年 日本哺乳類学会奨励賞
- 2007年 日本動物分類学会奨励賞
- 2008年 日本動物学会奨励賞
- 2017年 日本哺乳類学会賞